# نورمان ويليام بلاك
نورمان ويليام بلاك (بالإنجليزية: Norman William Black)‏ هو محامي وقاضي أمريكي، ولد في 6 ديسمبر 1931 في هيوستن في الولايات المتحدة، وتوفي في 23 يوليو 1997 في سيلفرثورن في الولايات المتحدة.